# Roșienii Mari
Roșienii Mari – wieś w Rumunii, w okręgu Aluta, w gminie Dobrun. W 2011 roku liczyła 294 mieszkańców.